# Палеотунель
Палеотунель (англ. paleoburrow) — підземне сховище у формі печерного тунелю, викопане представниками зниклої палео-хребетної мегафауни (гігантськими ссавцями, такими як гігантські лінивці), що населяли Землю в доісторичну епоху.
Палеотунелі заповнені геологічними відкладеннями типу кротовин (пісками, глинами і т. д.), які протягом століть відкладалися в результаті дощів і накопичувалися через пористість місцевості. Як правило скам'янілості, виявлені в кротовинах, мають великі розміри, аналогічні розмірам відомої мегафауни відповідного геологічного періоду.
У Бразилії існують сотні палеонтологічних пам'ятників типу палеотунелів, наприклад, у Понта-ду-Абуна (Ponta do Abunã) бразильського штату Рондонія на Амазонці, в  національному парку Серра-ду-Гандарела  в Мінас Жерайсі, в Монте Боніто південного штату Ріу-Гранді-ду-Сул, а також в Тока-ду-Тату (Toca do Tatu) штату Санта-Катаріна.
Після зникнення мегафауни — близько 10 000 років тому — деякі палеотунелі повторно використовувалися місцевим населенням. Дослідження початку XXI століття показали, що ці споруди використовувалися як тимчасові притулки, а також в ритуальних цілях. Всередині деяких палеотунелів були виявлені кам'яні знаряддя праці, керамічні артефакти, людські поховання і написи, вигравірувані на стінах.
Палеотоннелі класифікуються як палеонтологічні пам'ятники; але, в разі виявлення решток древніх популяцій, ці місця можуть стати об'єктами дослідження не тільки палеонтологів, але і археологів.